# El caso Alaska Sanders
El caso Alaska Sanders es un libro del escritor suizo Joël Dicker, distribuido por la editorial Alfaguara. 
Se trata de un thriller acerca de la investigación de un crimen. Es el último libro de la trilogía formada por La verdad sobre el caso Harry Quebert y El libro de los Baltimore.
El 22 de julio de 2022, Joël Dicker presentó su libro en España, junto al escritor español de novela negra Javier Castillo.

## Resumen
«Sé lo que has hecho». Este mensaje, encontrado en el bolsillo del pantalón de Alaska Sanders, cuyo cadáver apareció el 3 de abril de 1999 al borde del lago de Mount Pleasant, una pequeña localidad de New Hampshire, es la clave de la nueva y apasionante investigación que, once años después de poner entre rejas a sus presuntos culpables, vuelve a reunir al escritor Marcus Goldman y el sargento Perry Gahalowood. A medida que irán descubriendo quién era realmente Alaska Sanders, resurgirán los fantasmas del pasado, y entre ellos, especialmente, el de Harry Quebert.
La versión en español es traducción de María Teresa Gallego Urrutia y Amaya García Gallego, consta de 592 páginas y está distribuido por la editorial Alfaguara.